# Hadena hostilis
Hadena hostilis är en fjärilsart som beskrevs av Rudolf Püngeler 1906. Hadena hostilis ingår i släktet Hadena och familjen nattflyn. Inga underarter finns listade i Catalogue of Life.